# Oribatula longicuspis
Oribatula longicuspis är en kvalsterart som först beskrevs av Balogh 1966.  Oribatula longicuspis ingår i släktet Oribatula och familjen Oribatulidae. Inga underarter finns listade i Catalogue of Life.